# سینت وینسنت کالج
سینت وینسنت کالج (به انگلیسی: Saint Vincent College) یک منطقهٔ مسکونی در ایالات متحده آمریکا است که در لتروب، پنسیلوانیا واقع شده‌است.